# Bobby Kooy
Bobby Kooy (* 25. Januar 1991 in Amsterdam) ist ein niederländischer Volleyballspieler.

## Karriere
Bobby Kooy ist der jüngere Bruder des niederländischen Nationalspielers Dick Kooy und der Neffe des olympischen Goldmedaillen-Gewinners Ronald Zwerver. Seine eigene Karriere begann er im Alter von 14 Jahren. Er spielte für die Junioren-Nationalmannschaftes seines Landes und bis 2010 für den VC Omniworld Almere. Danach wechselte der Außenangreifer zu Martinus Amstelveen. 2012 gewann er mit Orion Doetinchem die niederländischen Meisterschaft. In der Saison 2012/13 spielte er beim deutschen Bundesligisten Moerser SC.